# Ivo Dzsima-i csata

Ivo Dzsima szigete (2016)

Az Ivo Dzsima-i csata (1945. február 19. – március 26.) az Amerikai Egyesült Államok és a Japán Birodalom között zajlott a második világháborúban, a csendes-óceáni hadszíntéren. Az amerikaiak által „Elkülönülés hadműveletnek” (Operation Detachment) nevezett támadásuk eredményeként elfoglalták Ivo Dzsima szigetét, és így használni tudták az ott található kulcsfontosságú repülőtereket.
Ivo Dzsima (japánul helyesen Iódzsima vagy Iótó) szigetének stratégiai jelentősége volt. Egyrészt az ott működő radarállomás segítségével a japánok korán értesülhettek a Tokió és más nagyvárosok elleni amerikai légitámadásokról. Másrészt a további hatékony támadó hadműveletek biztosítása érdekében az amerikaiaknak szükségük volt egy Japánhoz közeli légikikötőre. Lélektani súlya is volt a támadásnak amiatt, hogy Ivo Dzsima volt az első olyan, korábban is a birodalomhoz tartozó terület, amelyen az amerikaiak partra szálltak.
A japánok új taktikával készültek fel a partraszállásra. Tanulva a korábbi inváziókból, nem akarták megakadályozni az amerikaiakat abban, hogy elérjék a partot. Helyette megvárták, amíg összegyűlnek, majd az álcázott bunkerekből, lőállásokból koncentrált tüzet nyitottak rájuk. A védekezést irányító Kuribajasi Tadamicsi tábornok az egész szigetet egyetlen hatalmas, barlangokból, föld alatti folyosókból, álcázott bunkerekből álló erődítménnyé változtatta.
Az ütközetben mindkét fél súlyos veszteségeket szenvedett, ez volt az egyetlen olyan csata, amelyben az amerikai veszteséglista hosszabb volt, mint a japán. Igaz, a japán halottak száma jóval meghaladta az amerikaiakét, mivel nem voltak hajlandók megadni magukat. Egy részük rituális öngyilkosságot követett el. A 36 napos csatában 26 ezer amerikai sebesült meg, közülük 6800-an meghaltak. A húszezer japán védőből mindössze 1083-an élték túl az inváziót. Az ütközet súlyosságát jól jellemzik egy veterán haditudósító, Robert Sherrod szavai, aki szerint Ivo Dzsimán az emberek „a lehető legerőszakosabb halált halták”.
A sziget elfoglalása során készült a második világháború egyik leghíresebb, mára ikonikussá vált képe a Szuribacsi-hegy tetején zászlót állító tengerészgyalogosokról. A kép alapján szobrot emeltek az Arlingtoni Nemzeti Temetőben. Chester Nimitz admirális így fogalmazott a drámai ütközetről: „Az Ivo Dzsimán szolgáló amerikaiak között a szokatlan hősiesség volt az általános erény”. Az amerikaiak közül 27-en kapták meg a Medal of Honort, többségük posztumusz. Egyetlen hasonló akcióban sem érdemelték ki ennyien ezt a kitüntetést.
Ivo Dzsima elfoglalása azt jelentette, hogy megnyílt az út Okinava elfoglalása előtt, amelyet már a japán szárazföld inváziója követhetett. A sziget repülőtere a háború végéig több mint 2400 darab B–29-est fogadott, amelyek meghibásodás miatt szálltak le. Ezzel nagyjából 25 ezer katona életét mentették meg, akiknek így nem kellett kényszerleszállást megkísérelniük az óceánon, a semmi közepén. A sziget három légi támaszpontjáról indultak légi fedezetet adni amerikai P–51-esek a japán főszigetek bombázására induló bombázókötelékeknek.
A csata emlékének megőrzésére az Amerikai Haditengerészet Iwo Jima névvel látta el két kétjáratú támadóhajóját. Az egyik hét egységből álló hajóosztály lett, melyek többségét már kivonták, a másikat a kivont helyére állították hadrendbe, a Wasp osztály tagjaként.

## Előzmények

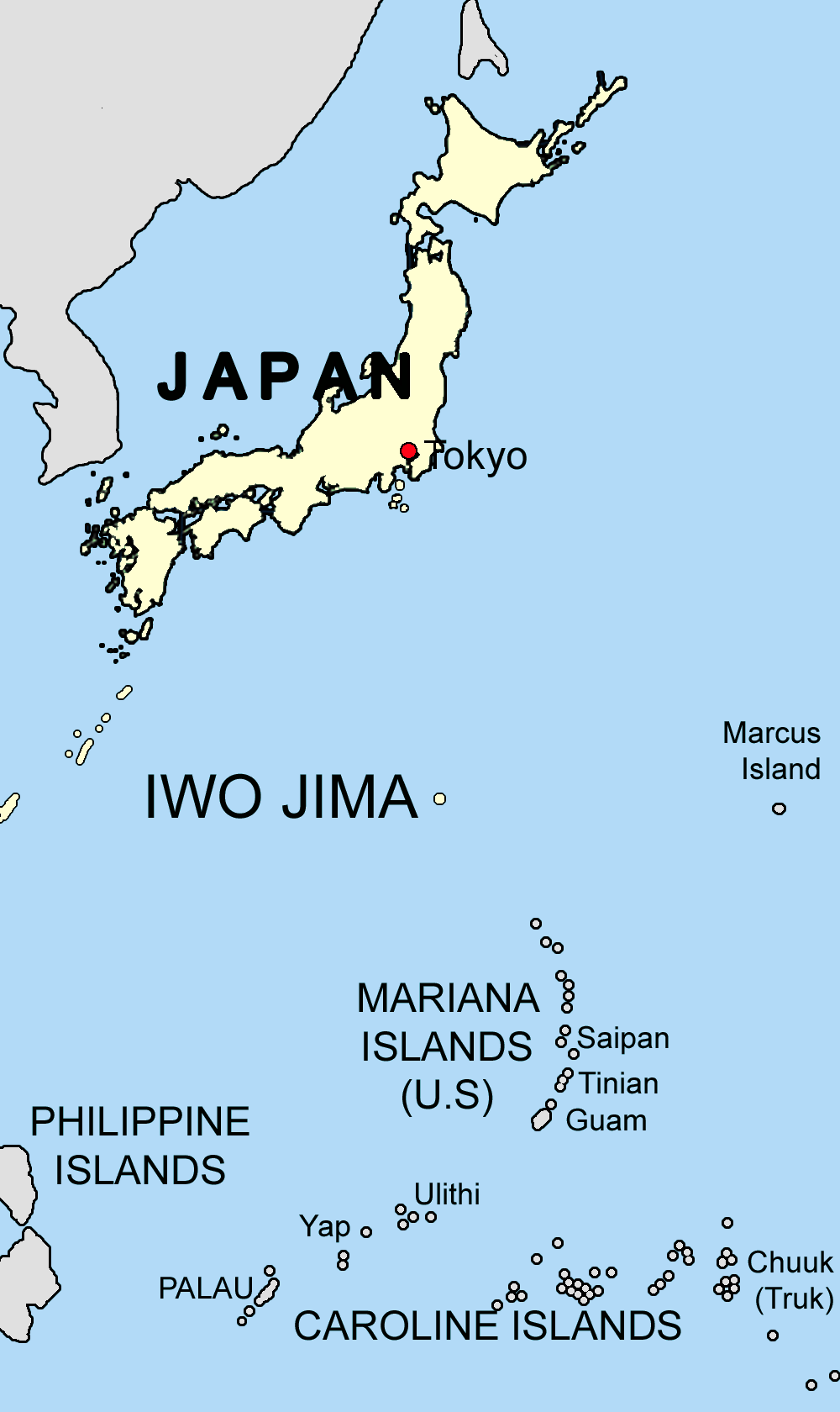
A hadszíntér

Az amerikaiak 1942 júniusában, a midwayi csatában megállították a japánok terjeszkedését a Csendes-óceán keleti térségében, majd augusztusban partra szálltak Guadalcanalon. Az amerikai erők ezután szigetről szigetre nyomultak előre Japán felé.
1943 novemberében megindították a támadást a Gilbert-szigeteken fekvő Tarawa-atoll birtoklásáért. A kemény japán ellenállás miatt a tengerészgyalogosok csak komoly véráldozat árán tudták elfoglalni a szigetet, ami előrevetítette a további súlyos veszteségeket. Annak ellenére, hogy Japán szűkében volt a legfontosabb nyersanyagoknak és termékeknek, mégis átmeneti sikereket ért el Indiában, Burmában és Kínában.
1944. június 15-én megindult a támadás a Mariana-szigetek egyik része, Saipan ellen. Az ütközet valódi katasztrófát jelentett a japánoknak, ugyanis elvesztettek három repülőgép-hordozót és 450 repülőt. A birodalmi hadsereg a csapást – a Mariana-szigeteki nagy pulykavadászatot, ahogy az amerikaiak emlegették – többé nem heverte ki. Július 8-án a japánok kivonultak Imphalról, tizenegy nappal később megkezdődött Guam lerohanása, július 24-én pedig Tinianon szálltak partra a tengerészgyalogosok, majd szeptemberben Morotai és Paulaus következett.
Douglas MacArthur tábornok októberben megindította invázióját a Fülöp-szigeteki Leyte-sziget ellen. A japánok a Leyte-öbölbeli csatában súlyos vereséget szenvedtek, ami azt jelentette, hogy újabb nagyszabású támadóakciókat már nem tudtak indítani a térségben. A japán légierőt és flottát kiszorították a Fülöp-szigetek környékéről, így az ott állomásozó szárazföldi csapatok külső támogatás nélkül maradtak. A japánok hiába tanúsítottak makacs ellenállást, vállalkozásuk kudarcra volt ítélve.
1944. szeptember 29-én Chester Nimitz tengernagy, Raymond A. Spruance tengernagy, az 5. flotta parancsnoka, Ernest King tengernagy, a haditengerészeti műveletek főnöke San Franciscóban találkozott, és megegyezett arról, hogy 1945-ben Okinava lesz az elkövetkező támadás elsődleges célpontja, ahonnan könnyen elérhetők majd a japán főszigetek. Megegyeztek abban is, hogy ehhez egy kisegítőbázist kell elfoglalniuk. Október 3-án a Vezérkari Főnökök Egyesített Bizottsága kibocsátotta az Ivo Dzsima februári, Okinava áprilisi megtámadásáról szóló direktívát.
Az amerikai hadvezetés több célpontot is mérlegelt, mielőtt meghozta a döntést az Ivo Dzsima elleni támadásról. A szigetre azért esett a választás, mert három repülőtér volt a területén. Ezek alkalmasak voltak arra, hogy amerikai vadászgépeket indítsanak fedezetként a Tokiót bombázó B–29-esek mellé. Mivel a sziget félúton volt a Japán szárazföld és a Mariana-szigetek között, ahonnan a nehézbombázók bevetésre indultak, alkalmas volt, hogy menedéket nyújtson az akcióból megrongálódva hazatérő gépeknek, csökkentve így a veszteségeket. A bombázóknak Ivo Dzsima elfoglalása előtt 14 órát kellett repülniük úgy, hogy egyetlen repülőteret sem tudtak igénybe venni szükség esetén.
A hadművelet általános főparancsnoka Raymond A. Spruance tengernagy volt. Az Egyesített Expedíciós Erő (Joint Expeditionary Force) parancsnoka Richmond Kelly Turner admirális, helyettese Harry W. Hill ellentengernagy volt. A partra szálló alakulatok parancsnokának Holland M. Smith altábornagyot nevezték ki, míg az 5. Kétéltű Hadtestet Harry Schmidt vezérőrnagy irányította.
Novemberben az amerikai flotta Ivo Dzsimát lőtte. December végére a császári csapatok elvesztették Leyte szigetét is. 1944. december 15-én az amerikaiak partra szálltak a Fülöp-szigeteki Mindorón, február 3-án elérték Manilát, 13 nappal később pedig visszafoglalták Bataant.

## Amerikai előkészületek, taktika
A sziget

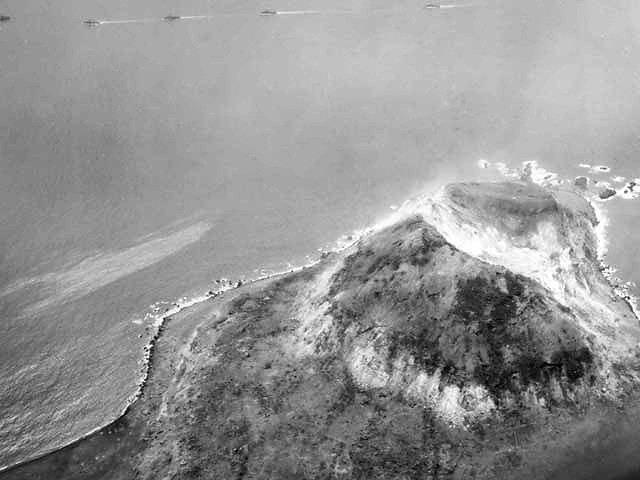
A Szuribacsi-hegy a levegőből

Ivo Dzsima, a Nanpó-szigetlánc tagja, nagyjából 1200 kilométerre Tokiótól délre, a Mariana-szigetektől 480 kilométerre északra. Vulkáni sziget, ezért földje meleg, levegője kénes, felszíne sziklás. Neve Kén-szigetet jelent. Területe mintegy 21 négyzetkilométer, legmagasabb pontja a déli vége fölé magasodó Szuribacsi-hegy (161 méter). Édesvízforrás nincs rajta, ezért a védőknek az esővizet kellett összegyűjteniük és tárolniuk azért, hogy ivóvízhez juthassanak.
Chester Nimitz admirális utasítására Holland M. Smith stábja 1944. október 9-én megkezdte a támadás tervének kidolgozását. A szigetről számos forrásból állt rendelkezésre hírszerzési információ, Saipan eleste után például fontos dokumentumok jutottak az amerikaiak kezébe. A rendszeresen készített légi fotókon látható volt, hogy a japánok készülnek a támadásra: 1944 decemberétől 1945 februárjáig megkétszereződött az erődítmények száma. Ez azt jelentette, hogy a feltételezett kilenc zászlóaljnál sokkal több katona van Ivo Dzsimán. A hírszerzők úgy becsülték január elején, hogy 13 ezer katona várja a partraszállást.

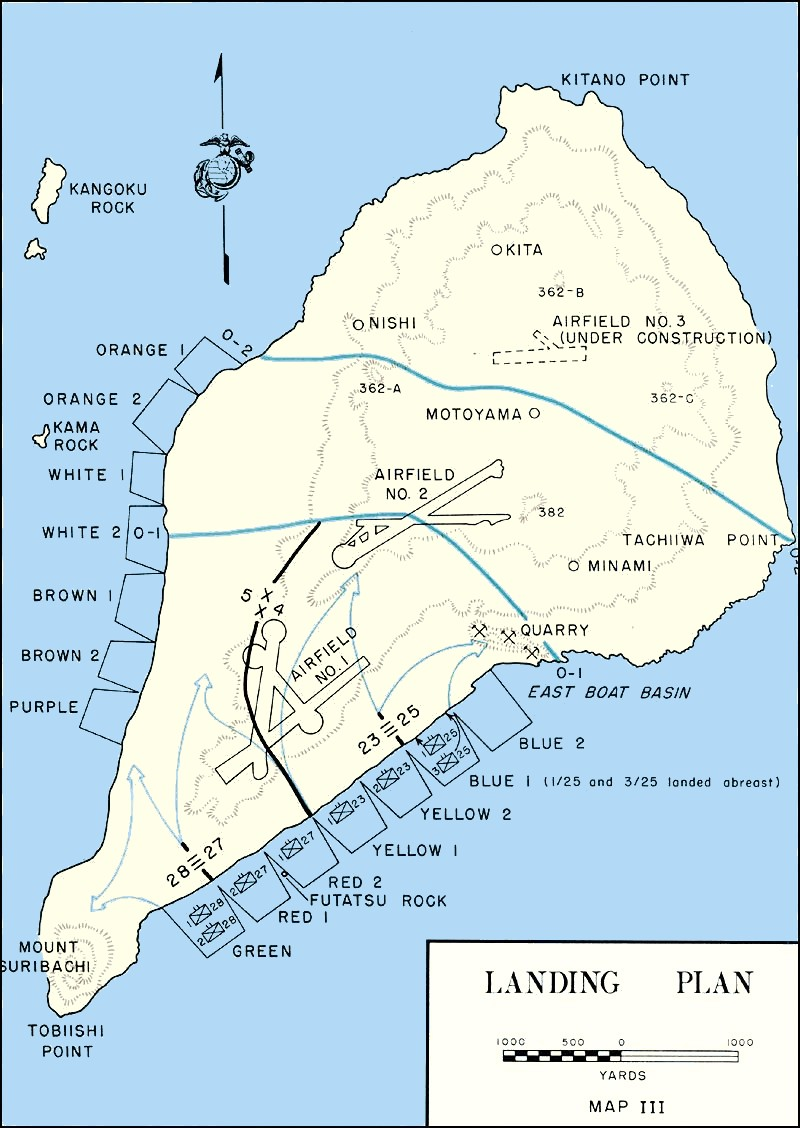
A partraszállás terve

December elejétől a Spearfish tengeralattjáró a közelből figyelte a szigetet. Parancsnoka úgy vélte, hogy a lánctalpas járművek talán át tudnak majd haladni a parton, a kerekesek azonban beleragadnak a vulkáni homokba. A Pearl Harbor-i haditengerészeti műhelyben 8,5 mérföldnyi acélpallót gyártottak, hogy azokból ideiglenes utakat készítsenek.
A sziget hosszú déli nyúlványának mindkét oldalán volt olyan partszakasz, amely alkalmasnak tűnt az akcióra, a tervezők végül a délkeletit választották. A partot színekről elnevezett egységekre osztották, így különítve el a különböző alakulatok érkezési területét. Az amerikaiak úgy tervezték, hogy intenzív légi és tengeri bombázással készítik elő a terepet a tengerészgyalogosoknak, akiket kétéltű járművek visznek a partig.
A haditerv szerint a 4. és az 5. tengerészgyalogos hadosztálynak egymás mellett kellett partra szállnia. A part déli részét, a Zöld és a Vörös zónát a Keller E. Rockey vezérőrnagy vezette 5. hadosztálynak kellett elfoglalnia. A Harry B. Liversedge ezredes irányította 28. ezred azt a feladatot kapta, hogy nyomuljon előre a sziget keskeny nyakán, majd forduljon délnyugati irányba, és ezzel vágja el a Szuribacsi-hegyet Ivo Dzsima többi részétől.

A 27-eseknek szintén át kell vágniuk a keskeny szárazföldi részen a túlsó partig, majd onnan északkelet felé kell fordulniuk az Egyes repülőtér felé. A Clifton B. Cates vezérőrnagy vezette 4. hadosztály a part északi részére, a Sárga és a Kék zónába érkezik, előretörnek az Egyes repülőtérig, megtisztítják, majd északkeletre, a Kettes repülőtér felé fordulnak. Graves B. Erskine vezérőrnagy 3. hadosztályának partraszállását másnapra (D+1) tűzték ki.
A tengerészgyalogosok és a felszerelés szállítására több eszköz is rendelkezésre állt. A 106 méter hosszú, 16,8 méter széles tankszállító partraszálló hajók (LST) egyszerre tíz tankot és 15 teherautót, a 62 méter hosszú, 10 méter széles közepes partraszálló hajók (LSM) öt tankot, hat, tengerészgyalogosokat szállító páncélozott kétéltűt (LVT) és kilenc kétéltű teherautót (DUKWS) tudtak szállítani. Úgy tervezték, hogy miután a tengerészgyalogosok biztosítják a partot, a páncélozott dózerek utat törnek a tankoknak és a tüzérségnek, amelyek a tengerészgyalogosok támogatásával előrenyomulnak a sziget belseje felé. A katonákat 75, 105 és 155 milliméteres tarackok és Sherman M4A3-as harckocsik segítik majd, köztük olyanok, amelyeket hagyományos löveg helyett lángszóróval szereltek fel. Ezek 300 gallon, több mint ezer liter gyúlékony anyagot vittek magukkal, amelyet nagyjából 90 méterre tudtak kifecskendezni. Az utászalakulatok fő feladata az aknamentesítés, a bunkerek és barlangok berobbantása volt.
Az első hullámban 68 páncélozott, 75 milliméteres löveggel felszerelt kétéltű járműnek kellett partot érnie, majd onnan fedezettüzet biztosítani az érkező tengerészgyalogosoknak. A 4. és 5. harckocsizó zászlóalj a partraszállító hajókon vár addig, amíg utasítást nem kap az indulásra. A tervet elkészítették a nyugati partra is, ha megváltozna a szélirány. A három tengerészgyalogos hadosztály 1944 és 1945 telén folyamatos gyakorlatozással készült az invázióra a Hawaii-szigeteken.
A hadműveletre kijelölt csapatok (Task Force 51) Saipannál gyülekeztek. A 3. tengerészgyalogos hadosztály Guam szigetéről, a 4. Mauiról, az 5. Hawaiiról indult oda. Az amerikaiak 485 hajóval, nagyjából 98 ezer tonna rakománnyal és 70 ezer emberrel indultak Ivo Dzsima ellen február közepén. A flottát három csoportba osztották, a három tengerészgyalogos hadosztálynak megfelelően. A támadó csapatokat és felszerelésüket szállító hajókat tizenegy repülőgép-hordozó – Sargent Bay, Natoma Bay, Wake Island, Petrof Bay, Steamer Bay, Makin Island, Lunga Point, Anzio, Bismarck Sea, Saginaw Bay és Rudyerd Bay – kísérte.

## Japán előkészületek, taktika
Kuribajasi Tadamicsi tábornokot 1944 májusában Tódzsó Hideki miniszterelnök bízta meg a sziget védelmével. Kuribajasi meglepődött, mert úgy tudta, egy másik tábornok kapta a megbízást. Tódzsó a megbeszélésen azt mondta: „Valamennyi tábornok közül ön az egyetlen, aki képzett és alkalmas arra, hogy megtartsa azt a helyet.” Kuribajasi Tadamicsit indulása előtt fogadta Hirohito japán császár.
A parancsnok 1944. június 19-én érkezett a szigetre. A tábornok új terveket dolgozott ki a sziget védelmére. Tudta, hogy Ivo Dzsimát nem lesz képes „örökre” megtartani, de a lehető legnagyobb károkat akarta okozni az ellenségnek. A tábornok Tokióban, hónapokkal a támadás előtt azt mondta: „Ha az amerikai veszteségek elég magasak lesznek, akkor Washington kétszer is meggondolja, hogy újabb támadást indítson japán terület ellen”.

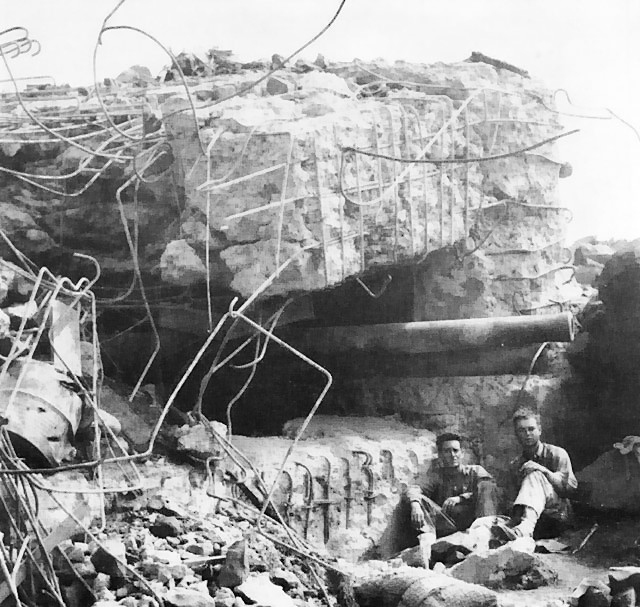
120 milliméteres löveg betonbunkere

A védelmi munkálatok így arra irányultak, hogy olyan rejtett, nehezen megsemmisíthető állásokat alakítsanak ki, amelyek sokáig kitartanak. A japán csapatok tulajdonképpen a föld alá költöztek, ahol barlangokban, bunkerekben várták a partraszállást. A 11 mérföld hosszú alagútrendszer mintegy ötezer barlangot és más védelmi létesítményt kötött össze. Némelyik álcázott barlangban csak néhány katona fért el, de voltak olyan védelmi objektumok is, amelyekben 300–400 katona harcolt. Sok barlangnak több kijárata is volt, így harc közben a katonák gyorsan tudtak mozogni.
Tokió a nyár folyamán többször küldött erősítést a szigetre, de az gyakran nem érkezett meg az amerikai repülőgépek és búvárhajók miatt. A 28 harckocsit szállító Nisu Marut például július 18-án a Cobia tengeralattjáró megtorpedózta. A hajó rakományával együtt elsüllyedt.
A kor általános japán taktikája az volt, hogy a szárazföldet védő erőknek meg kellett akadályozniuk a partraszállást. Ennek érdekében az erődöket, a bunkereket a part közelébe telepítették, amelyeket így nagy hatékonysággal tudtak támadni a repülők és a tengeri egységek. A japánok taktikája sehol nem vált be, ezért Kuribajasi Tadamicsi úgy döntött, nem próbálja megakadályozni a hídfőállás kiépítését, és akkor kezd majd tüzelni az amerikaiakra, amikor már sokan összetömörültek a parton. Katonáinak azt a parancsot adta, hogy rejtőzködjenek, és csak akkor lőjenek, ha biztos a találat, ennek eredményeként csak az utolsó pillanatban lepleződik le az álcázott állás, és nagyobb az okozott veszteség. Kuribajasi sem öngyilkos rohamokra, sem nagyméretű ellentámadásokra, vagy visszavonulásra nem készült. Úgy döntött, hogy mindenkinek haláláig kell tartania állását. Ő maga is felkészült a halálra, egy levélben azt írta feleségének, nem szabad számítania arra, hogy túléli az inváziót.
A japánok a rendelkezésre álló erőket a Szuribacsi-hegyen kívül négy szektorra osztották. A fő védvonalak északnyugatról délkelet felé tartottak. A fő kommunikációs központ a Kita-hegytől délre feküdt. A betonerőd teteje három, fala másfél méter vastag volt. A bunkerbe egy föld alatti alagúton lehetett bejutni.
A japánok magára a partra, illetve a víz alá nem építettek akadályokat, de a terület egészét aknamezők és a tankok mozgását nehezítő árkok, valamint álcázott bunkerek, lövészállások rendszere védte. A Szuribacsi-hegy lejtőire és a vele átellenben található kőfejtő területére, valamint a Motojama-fennsíkra telepített nehéztüzérség a partot és a sziget belsejébe vezető utakat is tudta lőni. Kuribajasi abban reménykedett, hogy a kereszttűz a part evakuálására készteti majd az amerikaiakat.

## A sziget bombázása

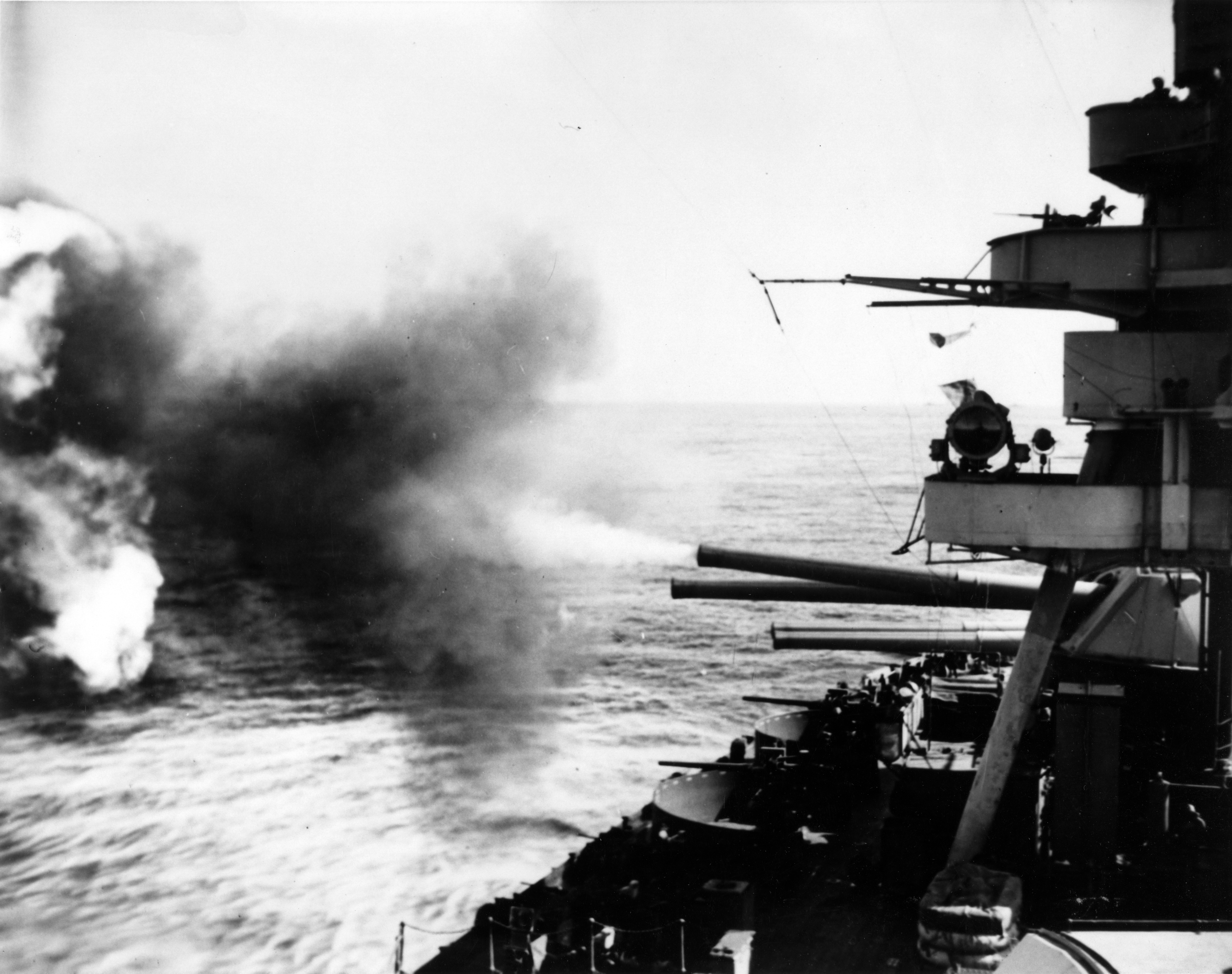
A New York csatahajó Ivo Dzsimát lövi 1945. február 16-án

Ivo Dzsima hat hónapos „előkészítése” az invázióra már 1944 júniusában megkezdődött. Repülőgép-hordozókról, majd a Mariana-szigetekről felszálló B–24-esek és december elejétől B–25-ösök is több hullámban támadták a szigetet. A bombázókon kívül vadászgépek is lecsaptak Ivo Dzsimára, gyakran mélyrepülésben támadva a csapatokat és hadfelszerelést szállító japán hajókat. A japánok a partraszállás előtti hónapokban 23 hajót vesztettek, ezért a sziget védői számos létfontosságú cikkben hiányt szenvedtek. Az invázió előtti huszadik napon (D-20) a B–24-esek átlagosan naponta harminc bevetést teljesítettek. Ivo Dzsima bombázása a leghosszabb ilyen jellegű akció volt a csendes-óceáni hadszíntéren.
Az akció napjának közeledtével hadihajók kezdték ágyúzni Ivo Dzsimát. A tengerészgyalogosok tüzérségi szakértői – a Tarawán, Saipanon és Peleliun szerzett tapasztalataik alapján – úgy gondolták, hogy a haditengerészeti tervezők által elégségesnek gondolt háromnapos tüzérségi előkészítés kevés lesz a japánok meggyengítéséhez. Schmidt tábornok ezért tíznapos, majd az indítvány elutasítása után kilenc-, végül négynapos ágyúzást kért, a haditengerészeti tervezők viszont ragaszkodtak a három naphoz.

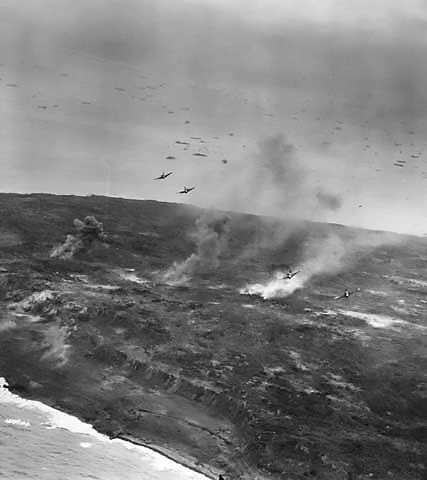
Légitámadás a sziget ellen

A célpontokat fontosságuk szerint három csoportba (A, B, C) osztották: A – parti és légvédelmi ütegek, amelyek a hajókat és repülőgépeket veszélyeztethetik; B – bunkerek, lőállások, amelyek a partra szálló katonákat tizedelhetik meg; C – barlangok, táborhelyek, lőszerraktárak és üzemanyag-tárolók. A hat csatahajóból, négy nehézcirkálóból és egy könnyűcirkálóból álló egységnek 724 A és B besorolású célpontot kellett volna megsemmisítenie. Az akcióval egy időben amerikai repülőgép-hordozókról felszálló repülők Tokiót támadták, hogy lekössék a még megmaradt japán légierőt.
Az ágyúzás február 16-án reggel, felhős időben kezdődött, és kevés eredményt hozott. Másnap három csatahajó, a Nevada, az Idaho és a Tennessee kevesebb mint háromezer méterről kezdte lőni a szigetet. A japán ütegek viszonozták a tüzet, és két hajó is találatot kapott. Ugyanezen a napon kisebb naszádok rakétákkal támadtak, miközben egy csapat partra úszott, hogy megsemmisítse az esetleges víz alatti védelmi objektumokat, valamint mintát vigyen a homokból. Több hajó is találatot kapott. Délután a másik partot is hasonló módon vizsgálták meg. Egyik helyen sem találtak semmit a víz alatt, ami akadályozná az inváziót. Mivel a hajókra tüzelő japán ütegek elárulták magukat, az amerikai hadihajók bombázni kezdték állásaikat. A légi megfigyelők azt állapították meg, hogy a heves tűz nem okozott jelentős kárt.
A harmadik napon a hajók még közelebb – kevesebb mint 2500 méterre – úsztak a parthoz. Azt az utasítást kapták, hogy tüzüket az invázióra kiválasztott partszakaszra összpontosítsák, és lőjék el a tartalék muníciót is. A rossz látási viszonyok ellenére a hajók sok száz lövedéket lőttek a Szuribacsi-hegyre és a part északi részén található kőfejtőre. A ködös-felhős idő miatt a tervezettnél jóval kevesebb légitámadást tudtak a sziget ellen intézni az amerikaiak. Február 18-án este egy magányos japán gép bombát dobott a Blessmanre. A robbanásnak több mint harminc áldozata volt.

## Az invázió első napja

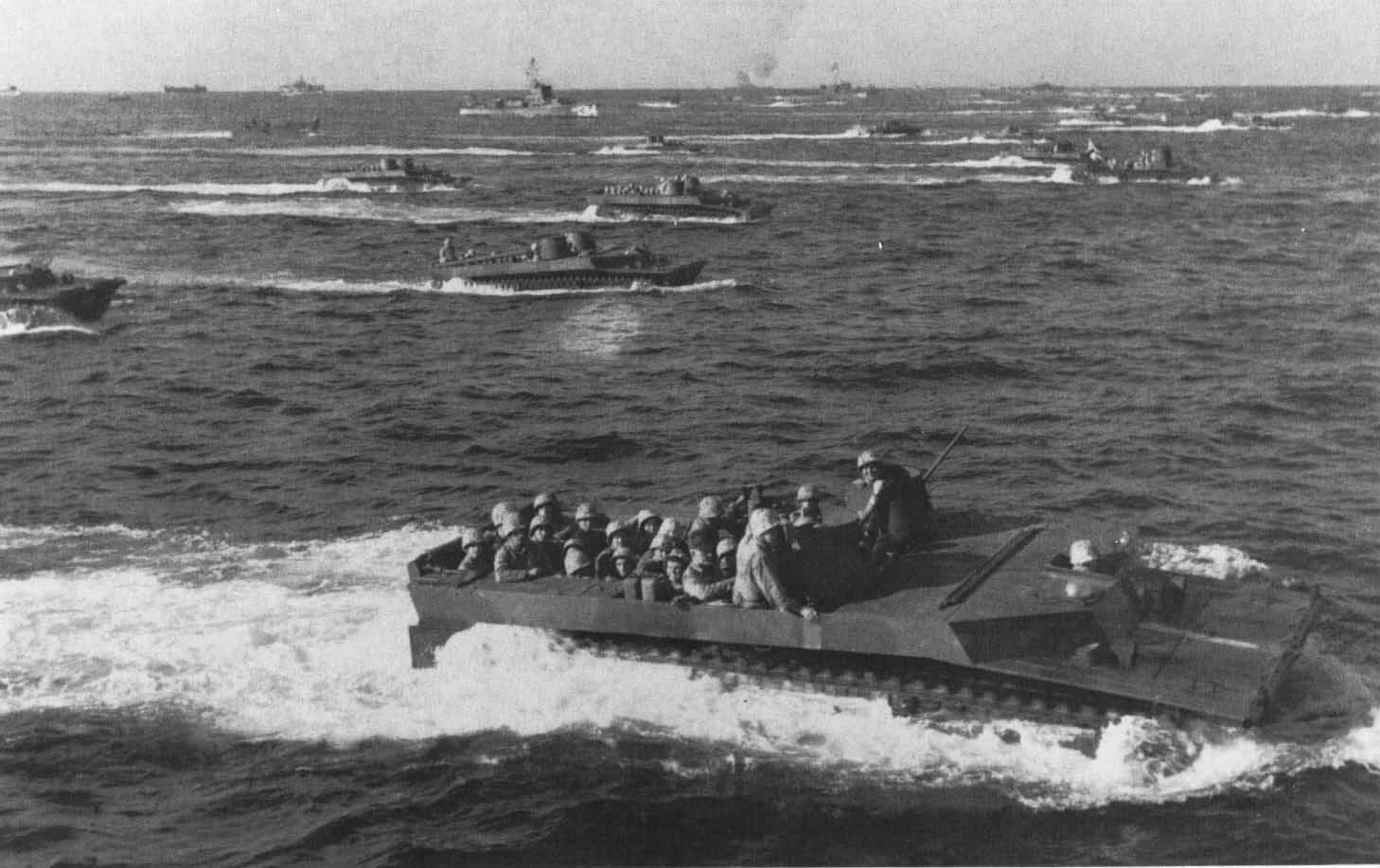
Kétéltű járművek tartanak a part felé

1945. február 19-én 6:40-kor a flotta ismét tüzet nyitott a szigetre. A bombázás másfél órán át tartott. Ez idő alatt a partra szálló egységek és a felszerelést szállító hajók felvették tervezett pozíciójukat. 7:05-kor kiadták a parancsot az indulásra, és húsz perccel később 482 kétéltű szállítójármű haladt a part felé, nyolc zászlóaljnyi tengerészgyalogossal. 8:05 és 8:25 között a fedezettüzet biztosító hajók végső pozíciójukba manővereztek. Amikor megérkezett a különböző repülőgép-hordozókról induló 120 bombázó és vadászgép, a haditengerészet beszüntette a tüzet. Miután a gépek ledobták bombáikat, a hajók ismét lőni kezdték Ivo Dzsimát.
A tengerészgyalogosokat szállító egységeknek négyezer métert kellett megtenniük a partig, ami harminc percig tartott. 9:02-kor a fedezettüzet biztosító kétéltűek elérték a partot. A járművek azonban nem tudtak felmászni a meredek parton az első teraszig, és így nem voltak képesek megfelelően támogatni a katonákat. Emiatt visszatolattak a vízbe, és onnan kerestek célpontokat. 9:05-kor a 3500 méter hosszú tengerparti szakaszt elérte a tengerészgyalogosok első hulláma.
Legdélebben, a Zöld szakaszon az 5. hadosztály 28. ezrede (parancsnok: Harry B. Liversedge ezredes) ért partot, mellette, a Vörös 1. és 2. zónában a 27-esek (parancsnok: Thomas A. Wornham ezredes) foglalták el pozíciójukat. Tőlük északra, a Sárga 1. és 2. szakaszon a 4. hadosztály 23. ezrede (parancsnok: Walter W. Wensinger ezredes), még északabbra, a Kék 1. és 2. zónában pedig a 25-ösök (parancsnok: John R. Lanigan ezredes) szálltak partra.
Közvetlenül a parton nem voltak akadályok és aknamezők, és a japánok sem tanúsítottak komolyabb ellenállást. A legnagyobb gondot a laza talaj jelentette, amelyben csak nehezen lehetett előrehaladni. Az egységek felmásztak az első teraszra. Néhány perc csönd után a japán tüzérség és gyalogság tüzet nyitott álcázott bunkerekből, rejtekhelyekről az amerikaiakra. A tengerészgyalogosok visszavonultak a terasz mögé, a partra, vagy a bombák ütötte kráterekben kerestek menedéket. A tengerészgyalogosok megpróbálták beásni magukat, de a vulkáni hamuba vájt gödrök fala újra és újra beomlott.

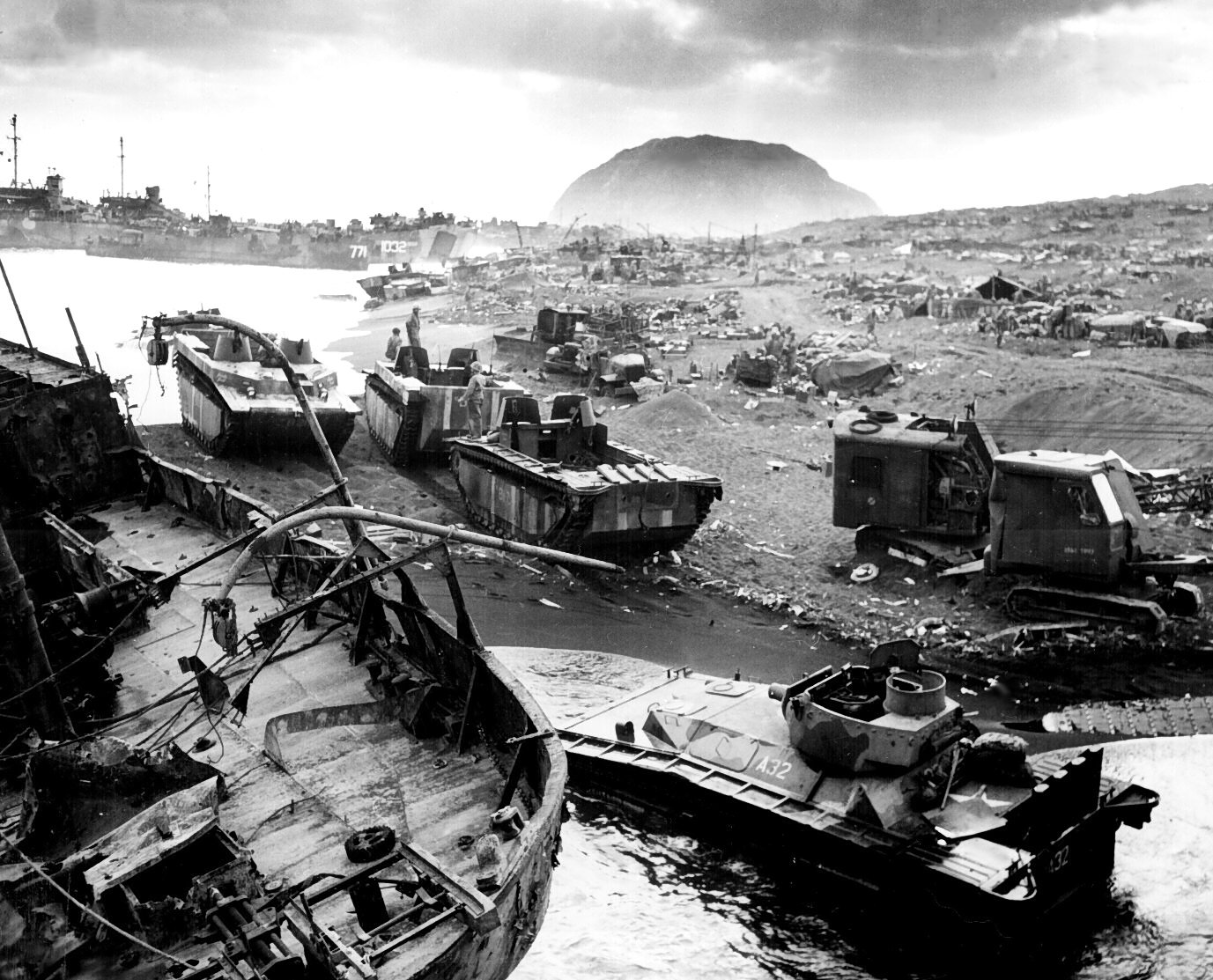
Járművek, roncsok az inváziós partszakaszon

A folyamatos tűzben egyre nőtt az áldozatok száma, és egyre kritikusabbá vált a helyzet a parton. Miközben a japánok megállás nélkül lőtték a partot, folyamatosan érkeztek az újabb egységek és harci eszközök. Az óriási torlódás miatt a parton egyre nőtt a zavar. Végül a tengerészgyalogosoknak sikerült elindulniuk a sziget belseje felé, és hatalmas veszteségek árán egyenként megsemmisíteni az útjukba kerülő bunkereket és lőállásokat. 10:35-re a 28-asok B százada elérte a sziget túlsó oldalán a tengerpartot, és ezzel a Szuribacsi-hegyet elvágta Ivo Dzsima többi részétől. A 23-asok és 25-ösök is komoly ellenállásba ütköztek az Egyes repülőtér, illetve a kőfejtő felé tartva. Kora délután megérkeztek Ivo Dzsimára az első harckocsik és páncélozott buldózerek is, majd megkezdték a tüzérség partra szállítását.
A nap folyamán az amerikaiak folyamatosan szállították az embereket és eszközöket a partra, illetve evakuálták a sebesülteket a kórházhajókra. A parton óriási zűrzavar volt, mivel a japán tüzérség kíméletlenül ágyúzta azt egész nap. Estére sem a 4., sem az 5. hadosztálynak nem sikerült elfoglalni a tervezett pozíciót, de sikerült olyan mélyen behatolniuk a szárazföldre, ami valószínűtlenné tette, hogy a japánok vissza tudják nyomni őket a tengerbe. Az első napon hat tengerészgyalogos ezred, hat tüzérosztály és két harckocsizó zászlóalj szállt partra, és egy nagyjából összefüggő frontvonalat ellenőriztek. Az éjszaka folyamán egyetlen japán ellentámadási kísérlet volt.
A tengerészgyalogosok lassú és véres előrenyomulását folyamatos tűzzel segítette a légierő. A nap folyamán 606 repülő támadta a szigetet: 2254 rakétát lőttek ki, illetve több mint száz napalmbombát, összességében 274 500 font (111,4 tonna) robbanóeszközt dobtak le. Az amerikaiak közül az első napon 548 meghalt, 1755 megsebesült, 18 eltűnt.

## Az első hét főbb eseményei
A partraszállást követő első héten a tengerészgyalogosok jóval lassabban jutottak csak előre, mint ahogy azt előzetesen tervezték. A bunkerek, aknamezők, árkok, a heves koncentrált tüzérségi és gyalogsági tűz miatt az egységek – hatalmas veszteségek árán – naponta csak néhány száz métert haladtak. A legnagyobb harcok a Szuribacsi-hegynél, az Egyes, Kettes és Hármas repülőtérnél, valamint az inváziós partszakasz északi részén található kőfejtőnél alakultak ki.

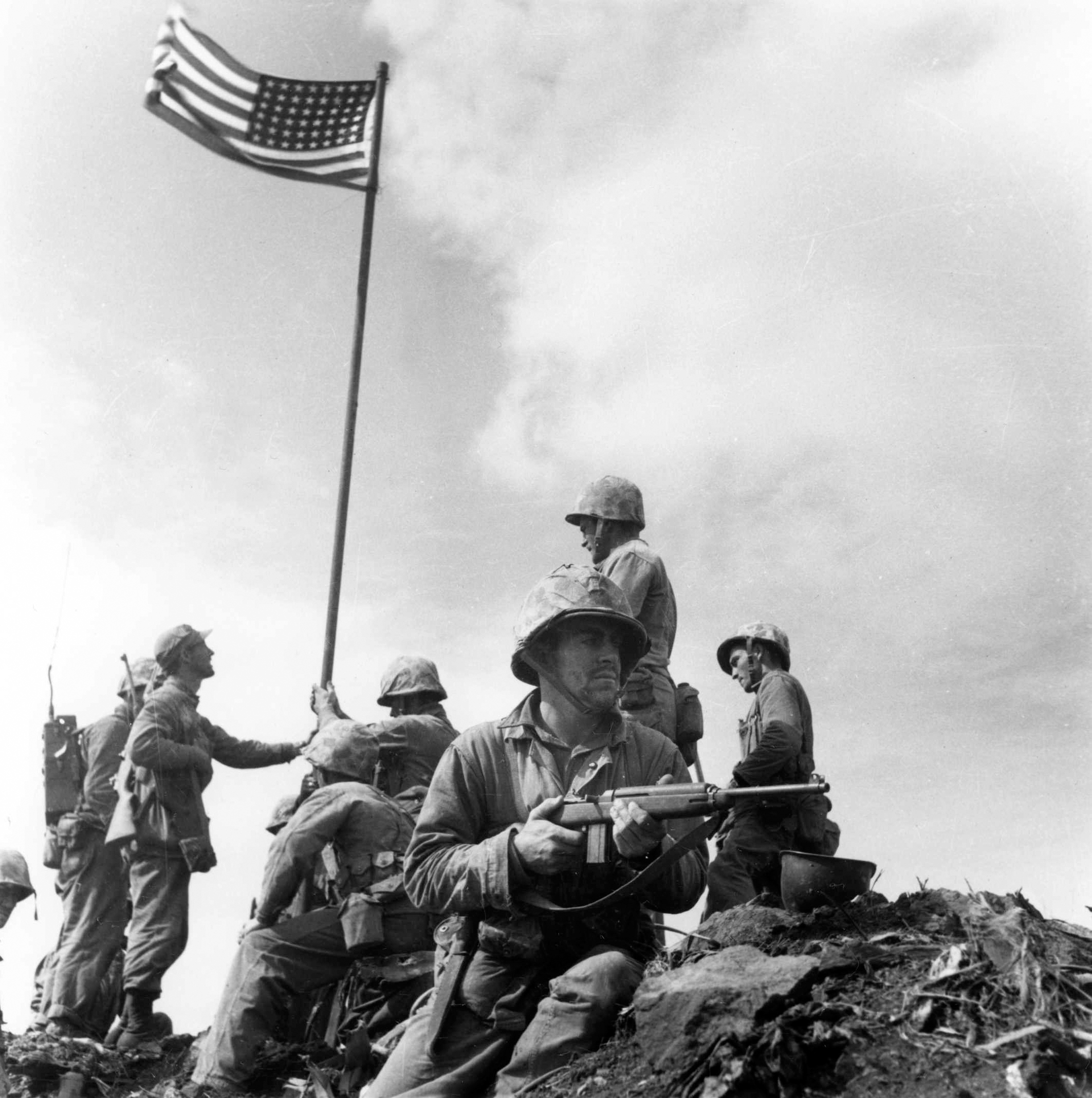
A később túl kicsinek ítélt első zászló a Szuribacsi-hegyen (Fotó: Lewis Lowery őrmester, a Leatherneck katonai magazin tudósítója)

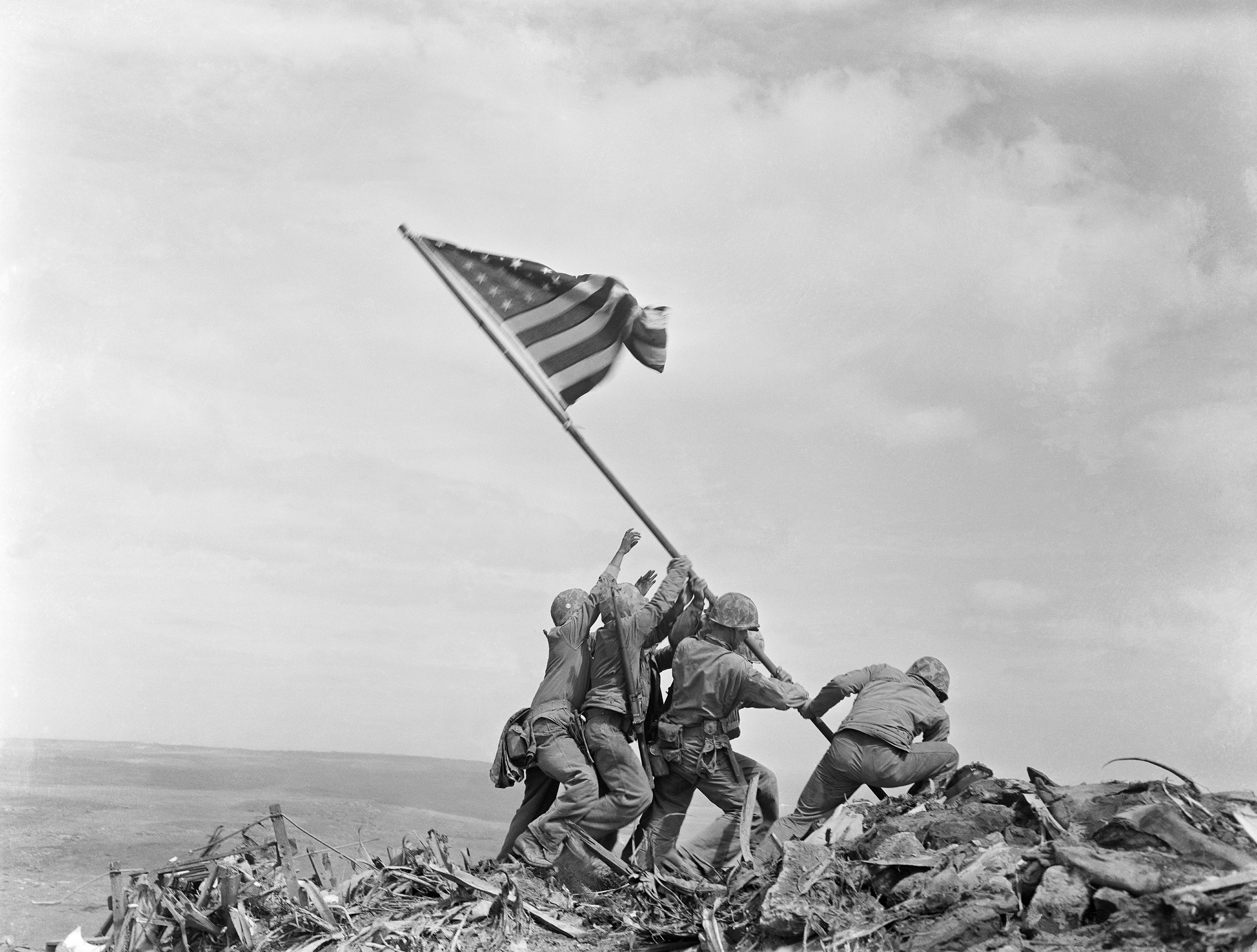
A Pulitzer-díjas kép a győzelmi zászló kitűzéséről (Fotó: Joe Rosenthal)

- Szuribacsi-hegy – A partraszállás után a 28-asok a kialudt tűzhányó lábánál ásták be magukat, miközben tüzérségük a hegyoldalt lőtte. A japán bunkereket a haditengerészet és a légierő is támadta. A tengerészgyalogosok február 20-án mindössze 180 métert tudtak haladni. Másnap folytatták az előrenyomulást a vulkán lábánál, végig a parton. A bunkereket kézifegyverekkel, lángszórókkal, gránátokkal és robbanószerkezetekkel hallgattatták el. A hegyet két oldalról kerülő egységek február 22-én 16:30-kor találkoztak. A felderítők úgy találták, hogy a Forró Szikla tetejére csak az északi oldalon lehet feljutni. Február 23-án (D+4) az első amerikai katonák feljutottak a kráter tetejére, és 10:20-kor kitűzték az első amerikai lobogót a csúcson. A zászló látványára a tengerészgyalogosok örömujjongásban törtek ki a szigeten, a hajók pedig megszólaltatták kürtjeiket. Mivel a hegytetőről kiváló volt a rálátás a szigetre, az amerikaiak tüzérségi figyelőt létesítettek ott. Éjszaka mintegy 120 japán katona megpróbálta elfoglalni a csúcsot, de a tengerészgyalogosok visszaverték őket. Az ötnapos ostrom alatt több mint kétezer japán katona halt meg. Sokuk a berobbantott barlangokban, föld alatti folyosókban vesztette életét. A 28-asok vesztesége 895 ember volt, közülük 385 az első napon halt vagy sebesült meg. A hegyet védő japán erők parancsnoka így fogalmazott Kuribajasinak küldött utolsó üzenetében: „Az ellenséges légierő és haditengerészet bombázása, valamint a robbantásos támadások annyira hevesek, hogy ha megpróbálunk mostani pozícióinkban maradni és azokat megvédeni, az önmegsemmisítésünkhöz vezet. Inkább szeretnénk kitörni állásainkból, és öngyilkos rohamban meghalni”.[5]
- Repülőterek, Kőfejtő – A sziget északi vége felé forduló alakulatok célpontja az Egyes repülőtér és a Kőfejtő volt. A repülőtér kifutópályáit és gurulóútjait a 4. hadosztálynak kellett megtisztítania, míg az 5. hadosztálynak a nyugati parton kellett előretörnie. A támadás a Kőfejtőnél is nehezen haladt, a bunkereket és barlangokat egyenként kellett megsemmisíteni és berobbantani. Éjszakánként a japán csapatok kisebb ellentámadásokkal kísérleteztek, de ezeket a tengerészgyalogosok visszaverték. Az amerikai csapatok általában mindössze néhány száz métert tudtak haladni naponta. Veszteségeik súlyosak voltak, és egyre több katona vált harcképtelenné kimerültség miatt is. Február 23-án a tengerészgyalogosok a Kettes repülőtérig küzdötték magukat. A létesítmény elleni február 24-ei akciót tüzérségi tűz és légitámadások készítették elő. A 3. hadosztály végül másnap, február 25-én (D+6) vette be teljes egészében a repülőteret. Az amerikaiak a Motojama-fennsíkon a Hármas repülőtér felé haladtak. A síkságot a védők bunkerekkel, aknamezőkkel és árkokkal tették nehezen áthatolhatóvá.
- Kamikazék – Február 21-én nagyjából ötven japán gép támadta három órán át az amerikai flottát. Három hordozót eltaláltak az öngyilkos pilóták. A Bismarck Sea elsüllyedt, a Saratoga súlyosan megrongálódott és visszavonult, a Lunga Point és két másik hajó megrongálódott.[5]

## Harcok a sziget birtoklásáért

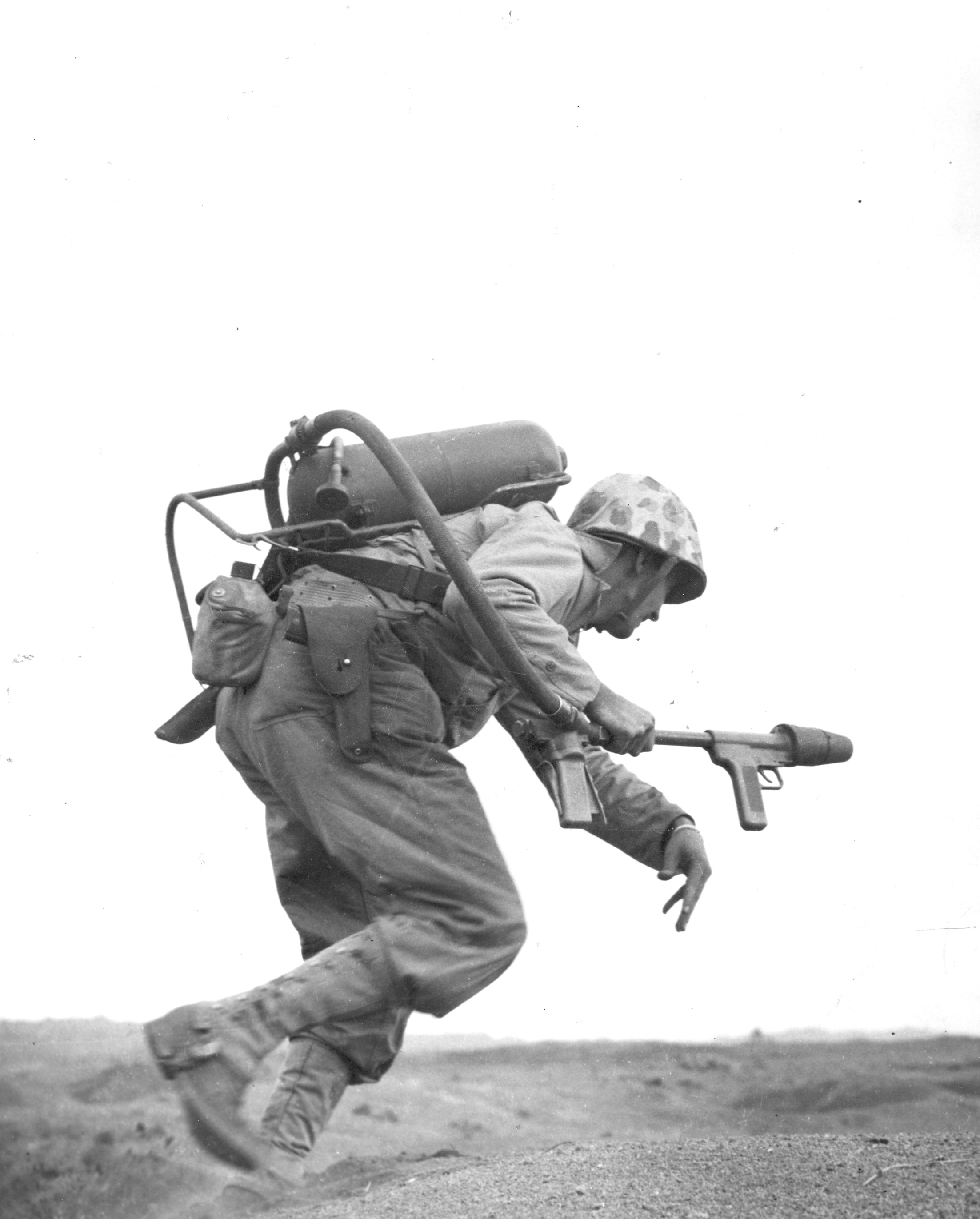
Lángszórós amerikai katona

Harry Schmidt vezérőrnagy tudatában volt annak, hogy a partra szállító erőket vissza kell vonni, mert fel készíteni őket az Okinava elleni invázióra. Az inváziós partszakaszt ezért a lehető leggyorsabban meg kellett tisztítani, hogy a szükséges eszközöket ki tudják pakolni a szigetre. Elsősorban lőszerutánpótlásra volt szüksége a harcoló alakulatoknak. Ehhez a keleti partok nem voltak elégségesek, ezért úgy döntöttek, hogy megnyitják a nyugati partot. Északról dél felé a következő zónákat jelölték ki: Narancs 1. és 2., Fehér 1. és 2., Barna 1. és 2., Bíbor. A partraszállás előtt az 5. hadosztálynak meg kellett tisztítania azokat a magaslatokat, amelyekről a japánok támadhatták a partot. A legveszélyesebb japán állások a 362A-dombon és a 382-dombon voltak, ahonnan szemmel tarthatták a tengerészgyalogosok minden mozdulatát, és lőhették őket.
Február 28-án a műszaki alakulatok befejezték az Egyes repülőtér rendbetételét. A megfigyelést végző gépek átköltöztek a repülőgép-hordozókról a repülőtérre, és onnan folytatták a vadászatot a rejtett japán bunkerekre. Állandó jelenlétük miatt több japán löveg is elhallgatott, hogy ne hívja fel magára a figyelmet. A három tengerészgyalogos hadosztály folyamatos nyomás alatt tartotta a japán állásokat, és lassan haladt előre. Az 5. hadosztálynak a 362A-dombot, a harmadiknak a 199O-dombot és a Peter Hillt kellett bevennie. A 4. hadosztály előtt fekvő terület a Húsdaráló nevet kapta a katonáktól az érte folytatott véres küzdelem miatt.
Március 4-én leszállt az első B–29-es, a Dinah Might nehézbombázó a szigeten. A repülő Tokió bombázásából tartott bázisa felé, de üzemanyaghiány miatt meg kellett szakítania útját. A repülőtéren ekkor még csak egy hat méter magas faépítmény állt, amelyben egyetlen megfigyelő teljesített szolgálatot. Amikor a gép leereszkedett a pályára, lelkesedésében sok tengerészgyalogos elhagyta védett állását, és a repülő köré sereglett. A csata befejezéséig 36 B–29-es landolt Ivo Dzsimán.

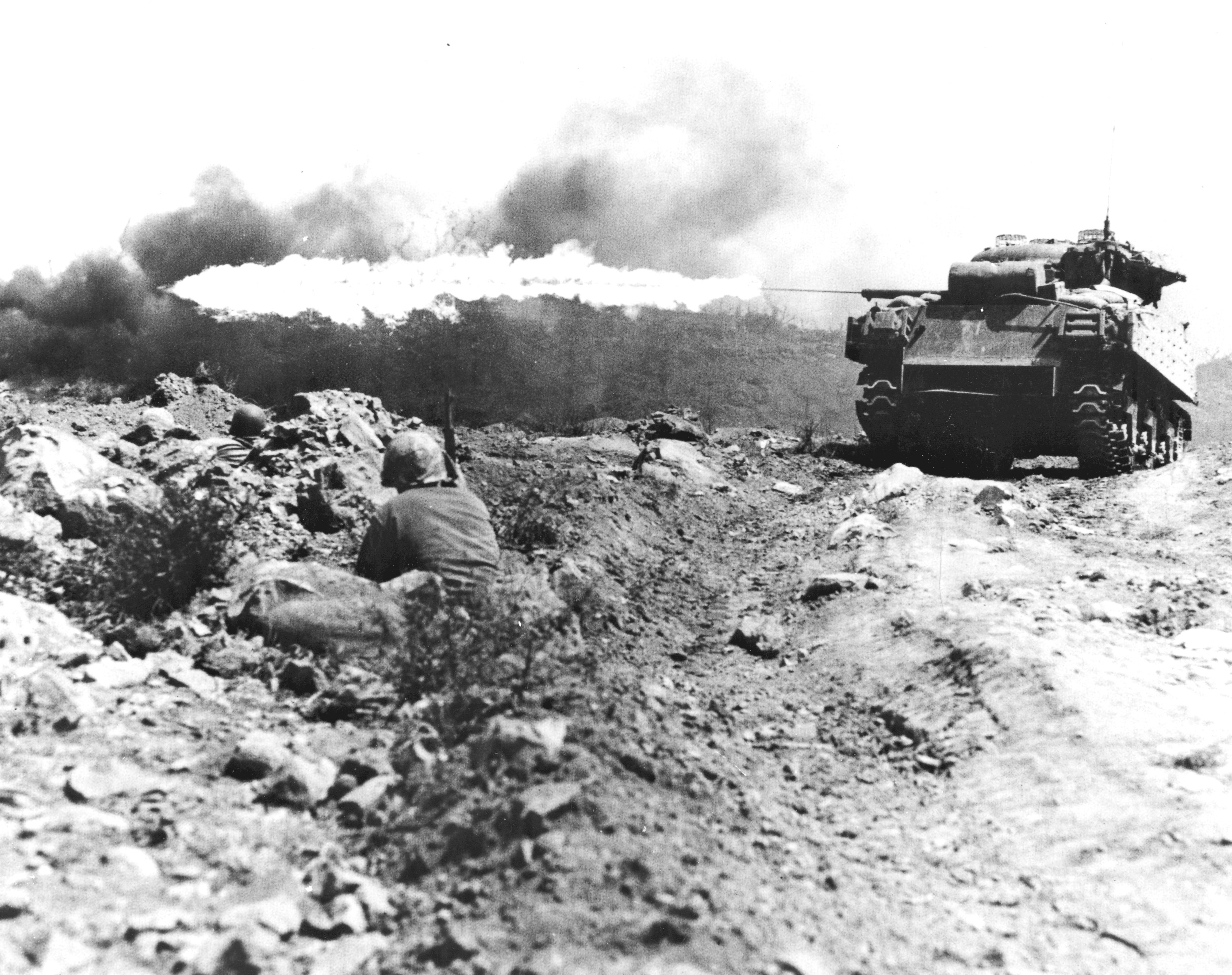
Az öngyújtómárka után Ronsonnak becézett, lángszóróval felszerelt Sherman harckocsi

A második hét végére a tengerészgyalogosok hatalmas veszteségeket szenvedtek el, több század eredeti létszáma felére csökkent, a kisebb egységek rengeteg vezetőt vesztettek. A 26. ezred létszáma például 3256 főről 2153-ra csökkent.
A következő hetekben a tengerészgyalogosok folytatták a lassú előrenyomulást a sziget északi része felé. A katonák véres csatában, gyakran közelharcban foglalták el a különböző megerősített magaslatokat és semmisítették meg a japán állásokat. Március 21-én az 5. hadosztály megsemmisítette a sziget északnyugati végében álló japán parancsnoki posztot, amely egy 640 méter hosszú hasadék mélyén állt a Kitano Point közelében. A robbantáshoz négy tonna robbanóanyagot használtak fel. Március 24-én az utolsó barlangokat is kifüstölték. Hivatalosan március 26-án jelentették be Ivo Dzsima elfoglalását.
Az amerikaiak az invázió során több módon próbálták meg rábírni a japánokat a megadásra: propagandaanyagot szórtak repülőkről vagy lőttek ki ágyúkból, japánul beszélő amerikaiak és japán hadifoglyok közvetítették megafonon az üzenetet. A japánok túlnyomó többsége azonban nem adta meg magát, és haláláig harcolt. Március 17-én ezt a rádióüzenetet fogták Csicsi Dzsimán a védőktől: „Öt napja nem ettünk, nem ittunk, de harci morálunk így is magas. Bátran fogunk harcolni halálunkig”. Három nap hallgatás után egy utolsó üzenet érkezett: „Csicsi Dzsima valamennyi tisztjének és katonájának, ég veletek!” Nem tudni, hogy mi történt Kuribajasival, elképzelhető, hogy harc közben elesett, de az is, hogy rituális öngyilkosságot követett el.

## Zászlókitűzés Ivo Dzsimán
A Szuribacsi-hegyen elsőként felállított zászló mérete mindössze 1,3×0,7 méter volt, és egy vascső szolgált rúdként. Az eseményt a Leatherneck Magazine fotósa, Lewis Lovery őrmester örökítette meg. Ez volt az első alkalom, hogy amerikai zászlót állítottak fel japán földön a második világháború alatt.
Később a zászlót egy nagyobbra cserélték Joe Rosenthal, az Associated Press tudósítójának objektívje előtt. A fotó alapján készült el Felix de Weldon híressé vált szobra a Tengerészgyalogosok emlékműve, amely az Arlington Nemzeti Temetőben található.
Az azóta ikonikussá vált fotón hat tengerészgyalogos (Franklin Sousley, Harlon Block, Michael Strank, Harold Schultz, Harold Keller, és Ira Hayes) állítja fel a zászlórudat. Block és Strank még aznap életét vesztette, Sousley pedig március 21-én. A fotóért Rosenthal Pulitzer-díjat kapott.
Az egyik zászlóállító, Ira Hayes indián volt, aki egy rezervátumból vonult be. A kitüntetést Harry Truman amerikai elnök adta át neki a Fehér Házban. Az elnök az ünnepségen amerikai hősnek nevezte Hayest, amiről a kitüntetett később így beszélt: „Hogyan érezhetném hősnek magam, amikor a szakaszom 45 katonájából csak öt maradt életben, amikor a századom 250 katonájából csak 27 ember úszta meg élve, sebesülés nélkül?”

## Az invázió után
A 4. hadosztály kivonását március 14-én kezdték meg, a csapatokat Mauira hajózták. Öt nappal később az 5. hadosztály is útnak indult Hawaii felé. A 3. hadosztály a szigeten maradt, amíg az Új-Kaledóniából indított gyalogos csapatok megérkeztek. Az utolsó tengerészgyalogosok április 12-én  hagyták el Ivo Dzsimát. Ekkor még több száz japán katona rejtőzködött a barlangrendszerekben. Áprilisban és májusban az amerikaiak 867-et foglyul ejtettek, 1600-at pedig megöltek.
Ivo Dzsima elfoglalásával megnyílt az út az Okinava elleni invázió előtt. Ivo Dzsima sok tanulsággal szolgált az amerikai hadvezetésnek, legfőképpen azzal, hogy pusztító erejű tüzérségi és légi támadással kell előkészíteni a terepet a partra szálló egységek előtt. Ennek megfelelően március 24-étől március 31-éig harmincezer nehéztüzérségi gránátot lőttek az okinavai japán védművekre.
Április 1-jén az 1300 hajóból álló flotta elindította Okinava kiszemelt partszakaszai felé a 6. tengerészgyalogos hadosztályt, valamint a hadsereg 7. és 96. gyalogoshadosztályát. Az első napon ötvenezer amerikai katonát tettek partra. Számuk a sziget elfoglalásáig negyedmillióra nőtt. 1945. június 22-én a japán ellenállás megszűnt a szigeten. Július 5-én befejeződött a Fülöp-szigeteki katonai akció is, augusztus elején a Mandzsúriában állomásozó megszálló csapataik is sorozatos vereségeket szenvedtek az előrenyomuló szovjet csapatoktól. Japánt a megadásra végül az augusztus 6-án és 9-én ledobott atombombák kényszerítették rá.
1968-ban Ivo Dzsima sziget területe ismét visszakerült Japán fennhatósága alá.

## Kitüntetések

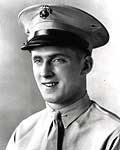
Charles J. Berry

Az Ivo Dzsimán szolgáló amerikaiak közül 27 kapta meg a legmagasabb fokozatú amerikai katonai kitüntetést, a Medal of Honort, közülük 22 tengerészgyalogos volt. Tengerészgyalogosok összesen 81-en kaptak ilyen kitüntetést a második világháborúban. Többen közülük azért érdemelték ki a kitüntetést, mert életüket áldozták társaikért. Közéjük tartozik például Charles J. Berry tizedes, aki március 3-án egy éjszakai japán támadás során rávetette magát egy kézigránátra. Hasonló körülmények között halt meg ugyanezen a napon William R. Caddy közlegény, aki két társát fedezte testével. Áldozatkészsége miatt kapott kitüntetést George E. Wahlen szanitéc, aki háromszor sebesült meg, de sebeivel és az ellenséges tűzzel nem törődve folytatta a többi sérült ellátását. A harmadik sebesülése után már nem tudott járni, de így is elkúszott egy meglőtt tengerészgyalogoshoz. Wahlen túlélte az inváziót.
Mások a harctéren tanúsított kivételes bátorságuk vagy hadi teljesítményük miatt kaptak Medal of Honort. Douglas T. Jacobson közlegény február 26-án 16 japán állást semmisített meg páncélöklével, és ezzel nagyjából 75 ellenséges katonát ölt meg. Wilson D. Watson közlegény megsemmisített egy bunkert, majd a kirohanó japánokat lelőtte, hatvanfős veszteséget okozva az ellenségnek. A kitüntetésben részesültek közül tízen posztumusz kapták meg az érdemrendet. Az ütközet első napján halt meg John Basilone őrmester, az egyetlen olyan tengerészgyalogos, aki megkapta a Medal of Honort és a Navy Crosst. 

## Galéria

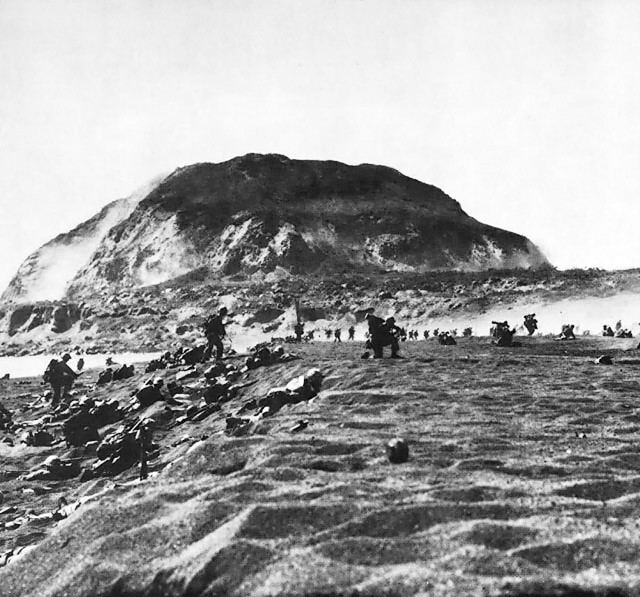
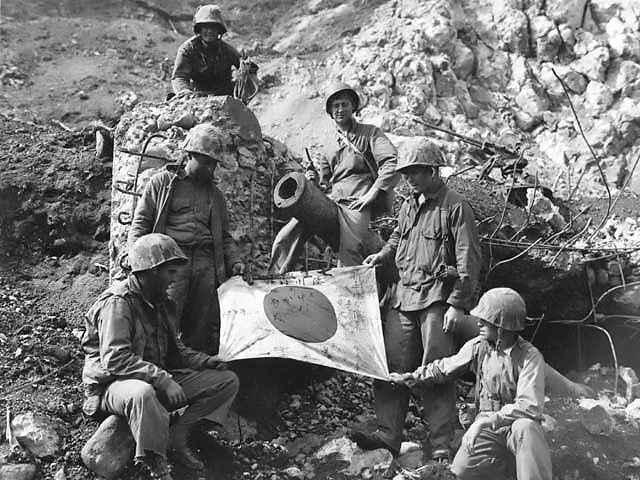
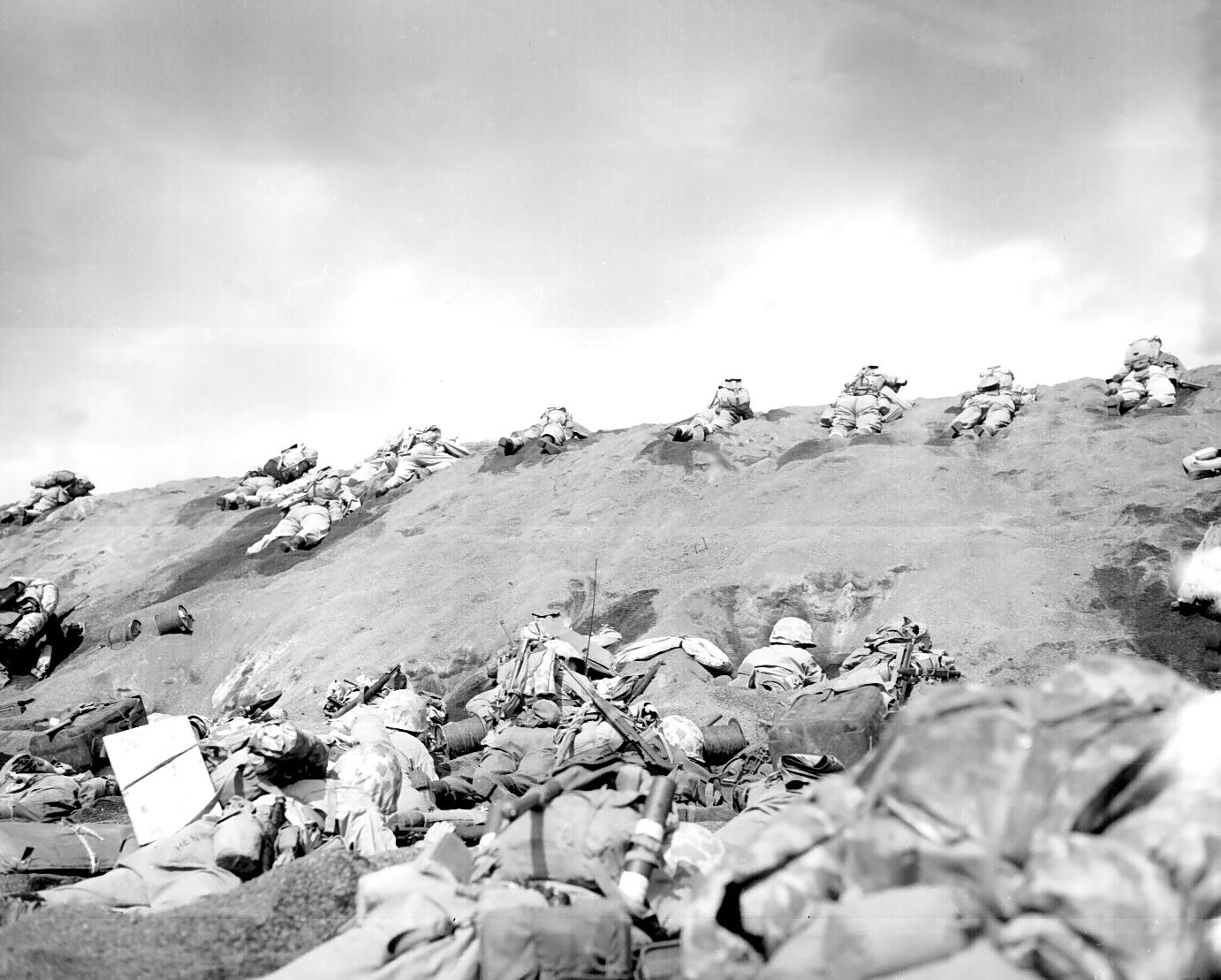
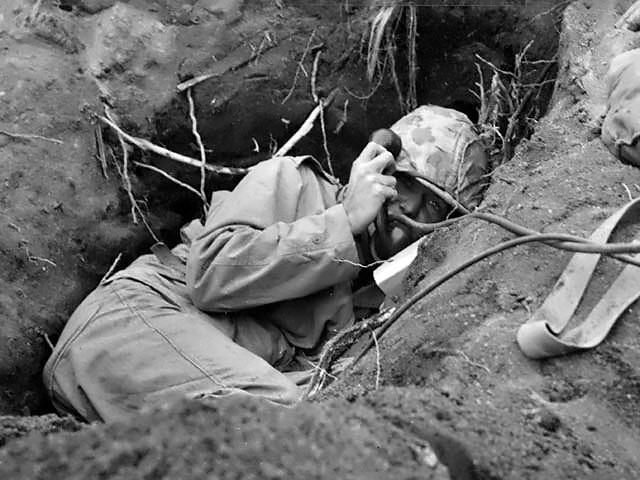
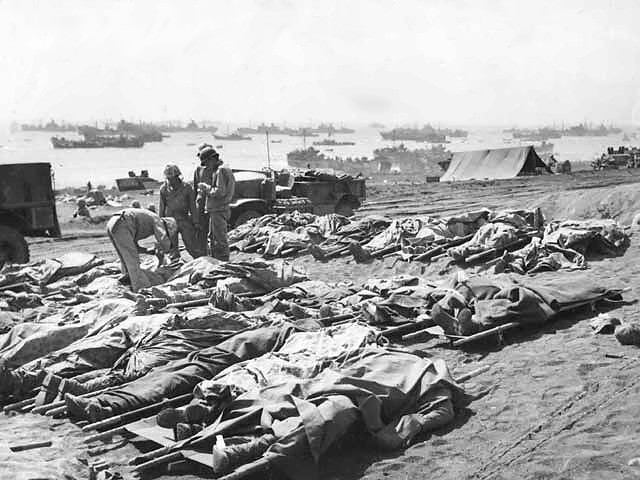
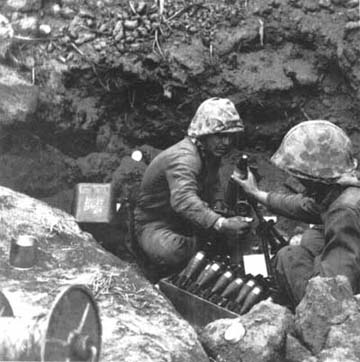
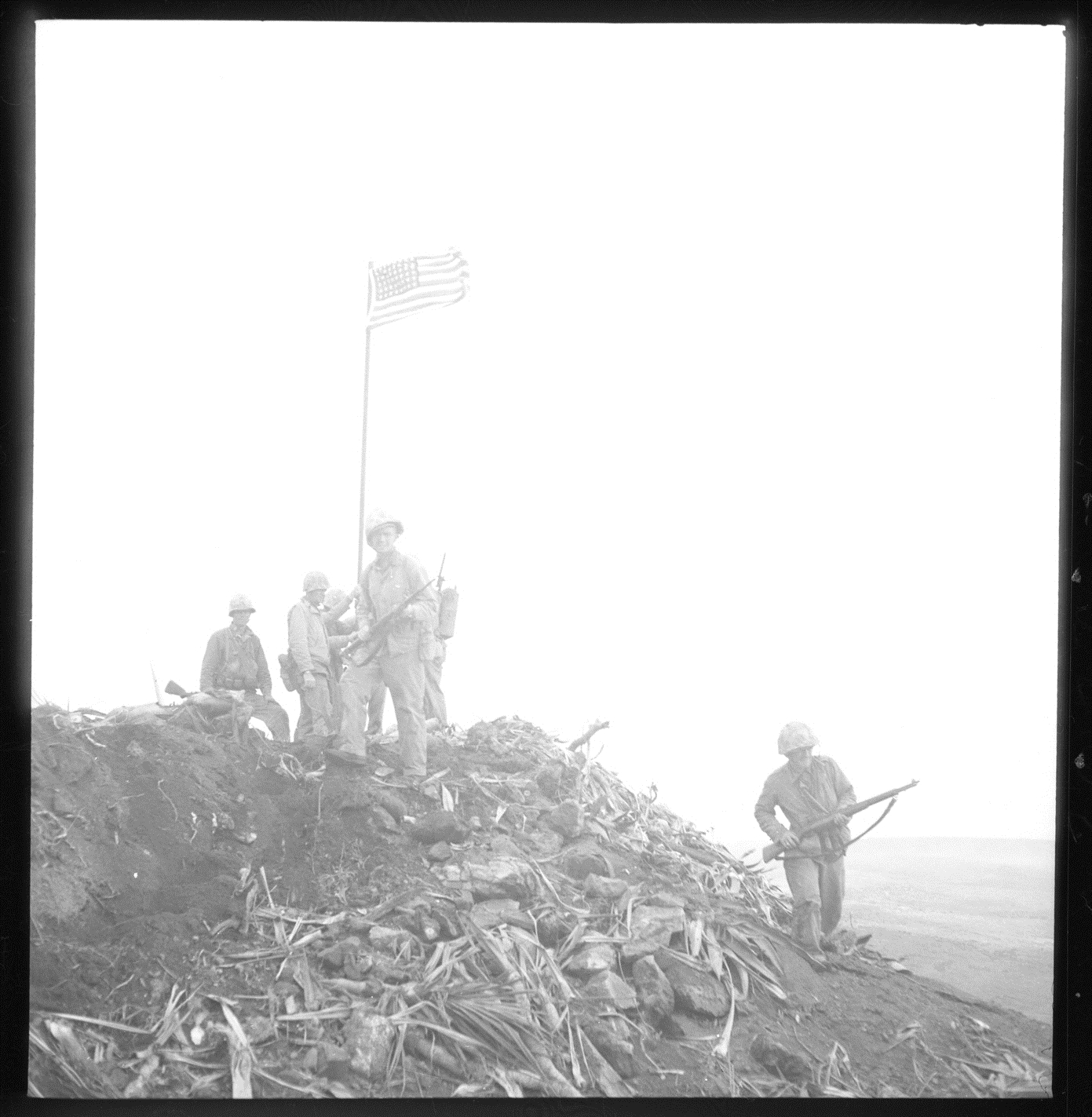
Az elsőként felállított zászló, amelynek egy vascső szolgált rúdként

## Filmek a csatáról
- Halls of Montezuma (1953)
- To the Shores of Iwo Jima (1945) – amerikai dokumentumfilm, amelyet az Egyesült Államok Haditengerészete, tengerészgyalogsága és parti őrsége készített[24][25]
- Glamour Gal (1945)
- Ivo Dzsima fövenye (Sands of Iwo Jima) (1949) – amerikai film John Wayne főszereplésével
- The Outsider (1961)
- Levelek Ivo Dzsimáról (2006) – Clint Eastwood filmje, amely japán szemszögből mutatja be a szigetért folyó küzdelmet
- A dicsőség zászlaja (2006) – Clint Eastwood másik filmje, amely az amerikai zászló kitűzését és az azt követő eseményeket mutatja be a három életben maradt zászlókitűző nézőpontjából